# Full-Court Miracle
Full-Court Miracle is een Disney Channel Original Movie uit 2003 onder regie van Stuart Gillard.

## Verhaal
De film is gebaseerd op het waargebeurde verhaal van basketbalspeler van de Universiteit van Virginia; Lamont Carr. Lamont heeft een lopende carrière als basketbalspeler. Wanneer hij gedwongen wordt te stoppen na een knieblessure, wordt hij de coach van een basketbalteam uit Philadelphia.

## Rolverdeling
| Acteur           | Personage      |
| ---------------- | -------------- |
| Richard T. Jones | Lamont Carr    |
| Alex D. Linz     | Alex Schlotsky |
| R.H. Thomson     | Rabbi Lewis    |
| Sean Marquette   | Big Ben Swartz |
| Erik Knudsen     | T.J. Murphy    |
| Cassie Steele    | Julie          |